# Контиойоки
Контиойоки, в среднем течении Мянтюйоки, в верхнем — Киву-Пур, — речная система в России, протекает по территории Суоярвского района Карелии.

## Описание
В верхнем течении река носит название Киву-Пур. Вытекая из озера Мэтся-Салмилампи, протекает через озёра — Саммалампи, Илинен-Лиусъярви, Алинен-Лиусъярви. Ниже этого места река имеет название Мянтюйоки, протекая на этом участке через озёра — Мянтюярви, Пиени-Мянтюярви, Хараламмет, Пиени-Контиоярви. Впадая в озеро Сури-Контиоярви она меняет своё название на Контиойоки.
Впадает в озеро Чудоярви, которое сообщается с озером Тарасйоки.
Длина реки — 42 км, площадь водосборного бассейна — 350 км².
На реке расположен водопад-каскад «Мянтюкоски» общей высотой падения 8 м.

## Данные водного реестра
По данным государственного водного реестра России относится к Балтийскому бассейновому округу, водохозяйственный участок реки — Шуя, речной подбассейн реки — Свирь (включая реки бассейна Онежского озера). Относится к речному бассейну реки Нева (включая бассейны рек Онежского и Ладожского озера).